# The Broken Butterfly
The Broken Butterfly és una pel·lícula muda dirigida per Maurice Tourneur i protagonitzada Lew Cody, Mary Alden i Pauline Starke. Basada en la novel·la “Marcene” de Penelope Knapp, la pel·lícula es va estrenar el 2 de novembre de 1919.

## Argument
Marcene Elliot, una noia innocent que passeja per un bosc al Canadà, es troba amb Darrell Thorne, un compositor que busca inspiració per escriure una simfoniai s’enamoren un de l’altre. Darrell escriu una simfonia a la que posa el nom de Marcene i li demana que l’acompanyi a Nova York per a la seva estrena. Ella però s’hi nega, tement la ira de la seva tia Zabie. Ell marxa i ella descobreix que està embarassada. Després que dóni llum a una filla, els retrets de la seva tia i les seves pròpies pors la condueixen a intentar suïcidar-se. Quan Darrell torna la tia Zabie li explica que Marcene és morta. Per tal d’allaegerir el seu patiment, Darrell marxa de viatge i per casualitat coneix Julie, la germana de Marcene, que està a la Riviera dirigint la seva simfonia. Es casen i tornen a casa de Marcene per descobrir que Marcene encara viva però que està morint amb el cor destrossat. Darrell, davant de la seva dona, li demana que es casi amb ell i Marcene mor feliç. Darrell i Julie reprenen la seva vida ara amb la filla de Marcene.

## Repartiment
- Lew Cody (Daniel Thorn)
- Pauline Starke (Marcène Elliot)
- Mary Alden (Julie Elliot)
- Peaches Johnson
- Nina Byron